# Schloss Plaix

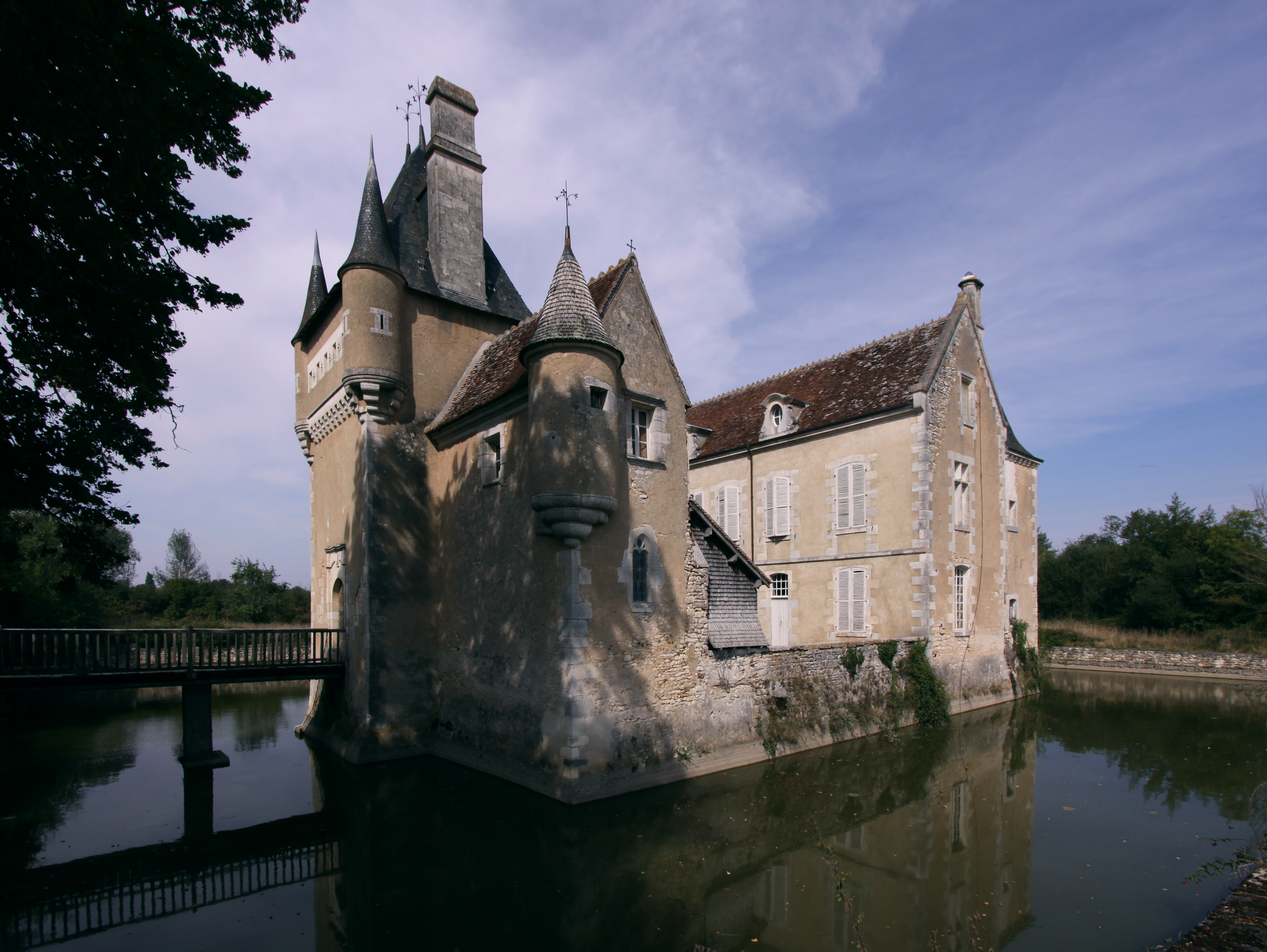
Schloss Plaix

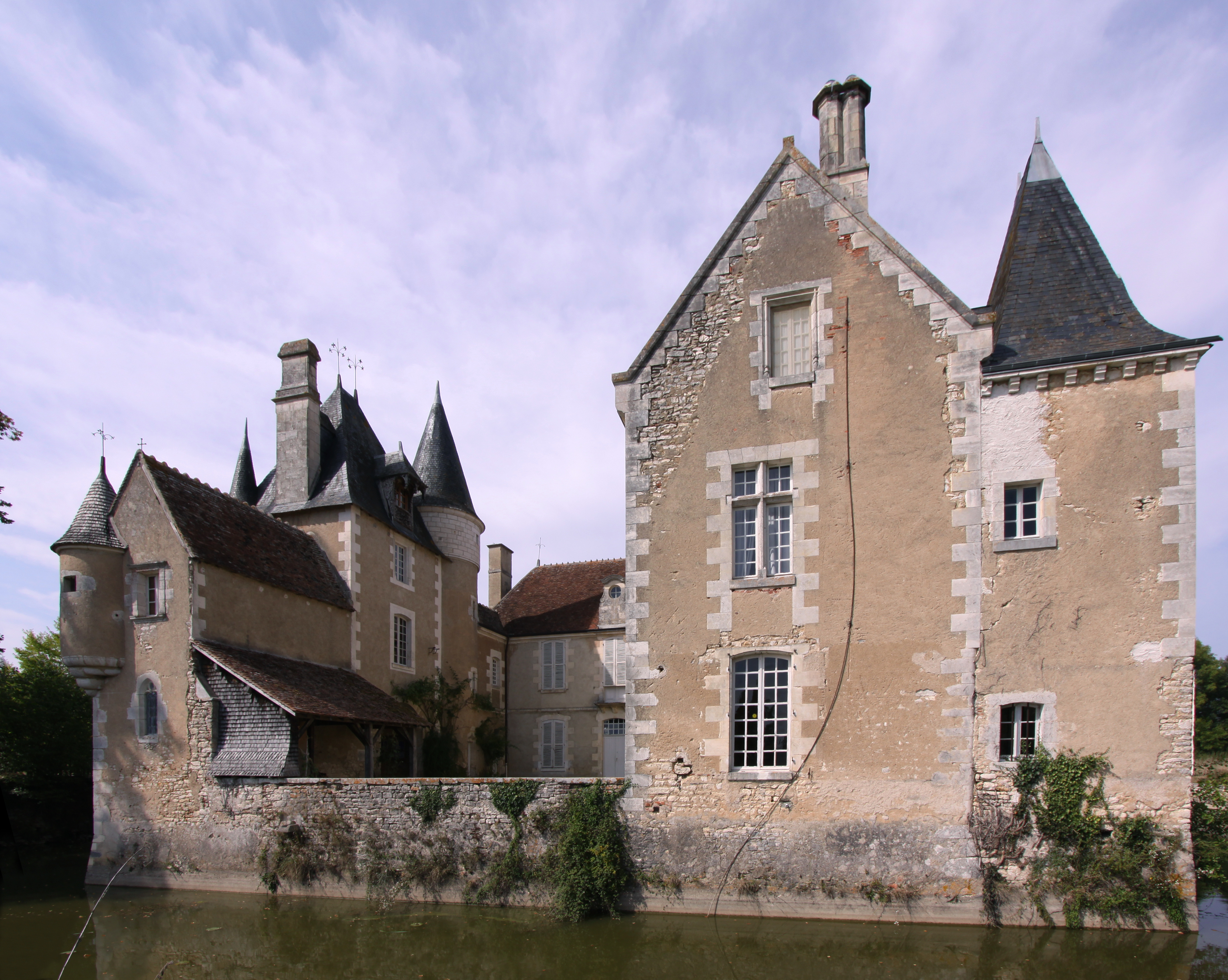
Schloss Plaix

Das Schloss Plaix gehört zur Gemeinde Saint-Hilaire-en-Lignières im französischen Département Cher und liegt nahe dem Arnon an der von Lignières kommenden D65. Das kleine Wasserschloss steht seit November 1995 in Teilen als Monument historique unter Denkmalschutz und beherbergt ein Volkskundemuseum, das in regelmäßigen Abständen Wechselausstellungen organisiert. Besitzer ist die „groupe folklorique des Thiaulins de Lignières“.
Wahrscheinlich schon ab 1220 wurde das Lehen von Plaix als Apanage an die führende Adelsfamilien von „Lignieres en Berry“ vergeben. Das heutige Schloss und die Wassergräben haben ihren Ursprung im 16. Jahrhundert. Vor allem die Familien Chatre und Tailhandier von Plaix haben das ursprüngliche Bauwerk nach und nach verändert. Die durchgeführten Umbauten und Erweiterungen lassen das Bemühen erkennen, das ursprüngliche Flair zu erhalten. Als Ergebnis finden sich jedoch am Bauwerk mehrere unterschiedliche Architekturstile.
In neuerer Zeit verfiel das Bauwerk zusehends und wurde schließlich 1961 vom letzten Besitzer den „Thiaulins de Lignières en Berry“ überlassen. Für die neuen Besitzer begann damit eine lange Zeit des Restaurierens. Nach Abschluss der Arbeiten wurde im Schloss ein Volkskundemuseum eingerichtet, das es sich zur Aufgabe gemacht hat, regionale Kunst und Tradition vergangener bäuerlicher Zeiten lebendig zu erhalten.